# Jeremy Toljan
Jeremy Isaiah Richard Toljan (Stoccarda, 8 agosto 1994) è un calciatore tedesco, difensore del Levante.

## Biografia
È nato da madre tedesca di origini croate e padre statunitense afroamericano.

## Caratteristiche tecniche
È un terzino destro dotato di un'ottima capacità di corsa e grande resistenza fisica, può essere impiegato anche come laterale di centrocampo sempre sulla corsia di destra, inoltre all'occorrenza può giocare da terzino sinistro.Toljan assicura e garantisce grande solidità difensiva anche grazie alla sua esperienza in grandi club e nelle competizioni europee.

## Carriera

### Club

#### Esordi
Cresciuto calcisticamente nelle giovanili dell'Hoffenheim, ha esordito in Bundesliga con la prima squadra il 5 ottobre del 2013 giocando da titolare per tutta la partita nella gara pareggiata 2-2 in trasferta contro il Magonza. Il 17 ottobre 2015 sigla la sua prima rete da professionista, nella partita persa 4-2 fuori casa contro il Wolfsburg.

#### Dortmund e Celtic
Il 30 agosto 2017 viene acquistato dal Borussia Dortmund, dove firma un contratto quadriennale. Il 27 gennaio 2018 sigla la sua prima rete con i gialloneri, nei minuti di recupero, siglando il goal del pareggio, nel 2-2 interno contro il Friburgo.
Il 31 gennaio 2019 passa in prestito secco per sei mesi agli scozzesi del Celtic, dove conclude la stagione.

#### Sassuolo
L'11 luglio del 2019 si trasferisce a titolo temporaneo, con diritto di riscatto, al Sassuolo, dove rimpiazza il partente Pol Lirola. L'esordio in maglia neroverde avviene il 18 agosto in occasione della partita del terzo turno di Coppa Italia con lo Spezia, vinta per 1-0. Una settimana dopo esordisce anche in Serie A, nella partita persa per 2-1 in casa del Torino. Il 3 novembre trova la prima marcatura con i neroverdi, nella partita in casa del Lecce, finita 2-2.
Il 29 giugno 2020, il prestito viene prolungato per un'altra stagione. Dopo aver collezionato 40 presenze in tutte le competizioni lungo le sue due prime annate in neroverde, il difensore viene riscattato dal club il 1° luglio 2021, per circa cinque milioni di euro, più due per il prestito precedente.
Dopo aver contribuito al ritorno del club emiliano in Serie A al termine della stagione 2024-2025, il 30 giugno 2025 Toljan lascia ufficialmente la società alla scadenza naturale del proprio contratto, dopo aver collezionato in tutto 171 presenze e una rete in tutte le competizioni.
Levante
L'8 luglio 2025 si accasa da svincolato al Levante firmando un contratto valido fino al 2027.

### Nazionale
Compie tutta la trafila delle nazionali giovanili tedesche. Nell'estate 2016 ha preso parte alle Olimpiadi di Rio, manifestazione in cui la squadra tedesca si aggiudica la medaglia d'argento nel torneo olimpico di calcio. Nel giugno del 2017 viene convocato inoltre per l'Europeo Under-21 in Polonia, manifestazione in cui arriva fino in fondo, vincendo la finale contro la Spagna.

## Statistiche

### Presenze e reti nei club
Statistiche aggiornate al 13 maggio 2025.
| Stagione                 | Squadra                  | Campionato               | Campionato | Campionato | Coppe nazionali | Coppe nazionali | Coppe nazionali | Coppe continentali | Coppe continentali | Coppe continentali | Altre coppe | Altre coppe | Altre coppe | Totale | Totale |
| Stagione                 | Squadra                  | Comp                     | Pres       | Reti       | Comp            | Pres            | Reti            | Comp               | Pres               | Reti               | Comp        | Pres        | Reti        | Pres   | Reti   |
| ------------------------ | ------------------------ | ------------------------ | ---------- | ---------- | --------------- | --------------- | --------------- | ------------------ | ------------------ | ------------------ | ----------- | ----------- | ----------- | ------ | ------ |
| 2013-2014                | Hoffenheim               | BL                       | 10         | 0          | CG              | 1               | 0               | -                  | -                  | -                  | -           | -           | -           | 11     | 0      |
| 2014-2015                | Hoffenheim               | BL                       | 6          | 0          | CG              | 2               | 0               | -                  | -                  | -                  | -           | -           | -           | 8      | 0      |
| 2015-2016                | Hoffenheim               | BL                       | 18         | 1          | CG              | 1               | 0               | -                  | -                  | -                  | -           | -           | -           | 19     | 1      |
| 2016-2017                | Hoffenheim               | BL                       | 20         | 1          | CG              | 1               | 0               | -                  | -                  | -                  | -           | -           | -           | 21     | 1      |
| ago. 2017                | Hoffenheim               | BL                       | 2          | 0          | CG              | 1               | 0               | UCL                | 1                  | 0                  | -           | -           | -           | 4      | 0      |
| Totale Hoffenheim        | Totale Hoffenheim        | Totale Hoffenheim        | 56         | 2          |                 | 6               | 0               |                    | 1                  | 0                  |             | -           | -           | 63     | 2      |
| set. 2017-2018           | Borussia Dortmund        | BL                       | 16         | 1          | CG              | 1               | 0               | UCL+UCL            | 4+2                | 0                  | SG          | 0           | 0           | 23     | 1      |
| 2018-gen. 2019           | Borussia Dortmund        | BL                       | 0          | 0          | CG              | 0               | 0               | UCL                | 0                  | 0                  | -           | -           | -           | 0      | 0      |
| Totale Borussia Dortmund | Totale Borussia Dortmund | Totale Borussia Dortmund | 16         | 1          |                 | 1               | 0               |                    | 6                  | 0                  |             | 0           | 0           | 23     | 1      |
| 2018-2019                | Borussia Dortmund II     | RL                       | 1          | 0          | -               | -               | -               | -                  | -                  | -                  | -           | -           | -           | 1      | 0      |
| feb.-giu. 2019           | Celtic                   | SP                       | 10         | 0          | SC+CdL          | 2+0             | 0               | UEL                | 2                  | 0                  | -           | -           | -           | 14     | 0      |
| 2019-2020                | Sassuolo                 | A                        | 29         | 1          | CI              | 1               | 0               | -                  | -                  | -                  | -           | -           | -           | 30     | 1      |
| 2020-2021                | Sassuolo                 | A                        | 26         | 0          | CI              | 0               | 0               | -                  | -                  | -                  | -           | -           | -           | 26     | 0      |
| 2021-2022                | Sassuolo                 | A                        | 20         | 0          | CI              | 0               | 0               | -                  | -                  | -                  | -           | -           | -           | 20     | 0      |
| 2022-2023                | Sassuolo                 | A                        | 31         | 0          | CI              | 0               | 0               | -                  | -                  | -                  | -           | -           | -           | 31     | 0      |
| 2023-2024                | Sassuolo                 | A                        | 25         | 0          | CI              | 2               | 0               | -                  | -                  | -                  | -           | -           | -           | 27     | 0      |
| 2024-2025                | Sassuolo                 | B                        | 34         | 0          | CI              | 3               | 0               | -                  | -                  | -                  | -           | -           | -           | 37     | 0      |
| Totale Sassuolo          | Totale Sassuolo          | Totale Sassuolo          | 165        | 1          |                 | 6               | 0               |                    | -                  | -                  |             | -           | -           | 171    | 1      |
| Totale carriera          | Totale carriera          | Totale carriera          | 238        | 4          |                 | 15              | 0               |                    | 9                  | 0                  |             | 0           | 0           | 262    | 4      |

## Palmarès

### Club

#### Competizioni nazionali
- Campionato scozzese: 1

Celtic: 2018-2019
- Coppa di Scozia: 1

Celtic: 2018-2019
- Campionato italiano di Serie B: 1

Sassuolo: 2024-2025

### Nazionale
- Argento olimpico: 1

Rio de Janeiro 2016
- Campionato d'Europa Under-21: 1

Polonia 2017

### Individuale
- Selezione UEFA dell'Europeo Under-21: 1

Polonia 2017